# Atlanterhavstunnel
Der Atlanterhavstunnel ist ein einröhriger Straßentunnel zwischen Kristiansund und Averøy in der Provinz (fylke) Møre og Romsdal.  Er hat im Verlauf des Fylkesvei 64 eine Länge von 5779 Metern.
Der tiefste Punkt liegt rund 250 Meter unter der Meeresoberfläche.
Die Fertigstellung des Tunnels verzögerte sich durch einen Verbruch am 29. Februar 2008 (ungefähr am tiefsten Punkt) um ein Jahr.